# Johann I. von Lupfen-Stühlingen
Johann I. von Lupfen-Stühlingen, auch Hans I. von Lupfen (* um 1370; † nach dem 16. November 1436) war ein Graf, Ritter und Hofrichter aus dem Adelsgeschlecht der Grafen von Lupfen Herr auf Burg Stühlingen in der 
Landgrafschaft Stühlingen und Herr zu Hohenack ab 1404 auch Herr von Hohenhöwen und Engen im Hegau. 1411 residierte er als Kaiserlicher Präfekt in Ensisheim.

## Herkunft und Familie
Er war ein Sohn des Grafen Eberhard IV. von Lupfen-Stühlingen (1366–1388) ⚭ Gräfin Ursula von Hohenberg. Bereits 1390 nahm er als Landgraf der Herrschaft Stühlingen seine erste Belehnung vor. Im Jahr 1398 heiratete er Herzlaude von Rappoltstein-Saarwerden († 1400), Witwe des Grafen Heinrich von Saarwerden. Sie hatten keine Nachkommen. Im Jahr 1404 heiratete er Elisabeth von Rottenburg-Kaltern, Tochter des Grafen Heinrich von Rottenburg-Caldern in Tirol und Schwester des Graf Heinrich VI. von Rottenburg. Mit Elisabeth hatte er fünf Söhne und zwei Töchter.

## Leben
Er wurde zunächst Landvogt im Aargau und vertrat die Habsburger Interessen. König Sigmund ernannte ihn aufgrund seiner Fähigkeiten zum Hofrichter des Reichs. Der Historiker Karl Jordan Glatz editierte 383 Urkunden zu seiner Regierungszeit.